# Ricardo Tosto de Oliveira Carvalho
Ricardo Tosto de Oliveira Carvalho (11 de março de 1963) é um advogado brasileiro.

## Biografia
Ricardo Tosto formou-se em direito pela Universidade Presbiteriana Mackenzie e fez curso de extensão em administração de empresas pela Fundação Armando Álvares Penteado (FAAP), é sócio do Leite, Tosto e Barros Advogados, um dos principais escritórios de advocacia do Brasil segundo o Anuário Análise Advocacia 500, publicação especializada sobre a área jurídica que lista os principais escritórios e advogados do país. É um dos grandes empreendedores da advocacia brasileira. Partiu de uma pequena sala e em poucos anos colocou seu escritório entre os maiores do Brasil. Planejou e atuou na defesa de personalidades e de empresas em vários casos que ganharam repercussão nacional. Advogou para grandes grupos brasileiros e multinacionais, para políticos de várias matizes ideológicas, para governos e pro bono para Organizações Não Governamentais. Conhece os limites de sua profissão e mais de uma vez experimentou situações de grande estresse e tensão na defesa de seus clientes. Contribuiu decisivamente para a criação de leis de grande relevância econômica no Brasil. Foi pioneiro na adoção de vários mecanismos legais que vieram a se transformar em ferramentas de uso comum. É a voz de comando no Leite, Tosto e Barros. Formou muitos de seus atuais sócios, que ingressaram na firma como estagiários. Supervisiona diretamente a condução das causas mais importantes sob os cuidados da firma, formula estratégias e cobra resultados.

## Leite, Tosto e Barros Advogados
Ricardo Tosto é o principal sócio do escritório Leite, Tosto e Barros Advogados, um escritório de advocacia full-service, listado entre os dez maiores do Brasil pela publicação especializada Anuário Análise Advocacia 500. O escritório é especializado em direito empresarial, e fornece suporte legal abrangente para as empresas em uma grande variedade de sectores. A empresa também se destaca na prática de resolução de conflitos, incluindo arbitragem e contencioso administrativo e judicial. O escritório tem sede em São Paulo, com filiais no Rio de Janeiro e Brasília.
As principais áreas de atuação do escritório são:
agências reguladoras, direito administrativo, direito ambiental, direito autoral, propriedade, intelectual e informática, direito bancário, direito civil, direito comercial, direito do consumidor, direito do trabalho, direito econômico e concorrencial, direito eleitoral e partidário, direito internacional, direito penal empresarial, direito societário, direito tributário, dusões, aquisições, incorporações e cisões, mercado de capitais, telecomunicações, petróleo e energia elétrica, direito público.

## O Processo de Tiradentes
O advogado é autor do livro "O Processo de Tiradentes", em parceria com Paulo Guilherme de Mendonça Lopes. O livro é uma transcrição comentada e contextualizada dos autos da devassa contra o alferes Joaquim José da Silva Xavier, o Tiradentes, e seus colegas da Inconfidência Mineira. O livro apresenta pela primeira vez o processo judicial da Inconfidência explicado por advogados contemporâneos. No caso, os processualistas Ricardo Tosto e Paulo Guilherme Mendonça Lopes, do escritório Leite, Tosto e Barros Advogados. O resgate histórico passeia pelo cenário da época e faz revelações curiosas sobre o processo.

## Direito Público
Nas eleições de 2006, trabalhou para, entre outros, Cristovam Buarque, Paulinho da Força e Paulo Maluf. Durante a campanha de Maluf, manteve uma equipe monitorando programas de rádio e televisão para encontrar possíveis pedidos de direito de resposta.
Foi conselheiro de administração do BNDES desde agosto de 2007 até abril de 2008 por indicação da Força Sindical. Se afastou do cargo por ter sido acusado de envolvimento no escândalo apurado pela Operação Santa Teresa, da Polícia Federal.

## Operação Santa Teresa
Ricardo Tosto, em 2008 durante a Operação Santa Teresa, foi investigado de facilitar e liberar empréstimos do banco, em um esquema de desvios de verbas do BNDES para empresas e prefeituras. A operação, feita pela Polícia Federal e Ministério Público., crimes dos quais Tosto não foi acusado pelo Ministério Público.
A auditoria interna realizada pelo BNDES em conseqüência de investigação da Polícia Federal para avaliar os procedimentos realizados pelo BNDES na concessão de financiamentos ao município de Praia Grande e às Lojas Marisa, Operação Santa Tereza, concluiu não haver qualquer indício de irregularidade no processamento das operações em questão. As operações foram submetidas a todas as instâncias pertinentes e conduzidas de acordo com as normas do BNDES, e o tempo transcorrido entre o início do trâmite junto ao Banco e sua contratação também foi absolutamente normal.
Em sua defesa, o advogado de Ricardo Tosto afirmou que o nome de seu cliente foi usado indevidamente pelos outros réus envolvidos no escândalo "com o objetivo de auferirem maior remuneração pelos trabalhos de consultoria que tinham prestado". O advogado afirma ainda que seu cliente não poderia ter conseguido liberar recursos do BNDES porque fazia parte do conselho consultivo, “que não tem poderes para decidir sobre os empréstimos e que é um conselho que apenas debate políticas públicas sobre financiamentos”.
Seus advogados em 2008 entraram com um recurso junto ao STF, com alegação de que o envolvimento de deputados federais no crime implicaria na mudança da instância habilitada para a apreciação do caso (no Brasil existe o chamado foro especial por prerrogativa de função para certas autoridades, mesmo quando acusadas de crimes comuns).

## Escândalo da Cueca
Já em 2005 o escritório do qual Tosto foi citado em um grande escândalo nacional, que ficou conhecido por Caso do Dólar na Cueca, parte de outro esquema maior chamado de "Mensalão" pela imprensa. O assessor parlamentar do irmão do deputado José Genoíno, José Adalberto Vieira da Silva, ao ser preso num aeroporto, tentando embarcar para o Ceará com 200 mil Reais numa mala e 100 mil dólares escondidos nas roupas íntimas. As investigações levaram a Kennedy Moura, que declarou haver estado em São Paulo a fim de tratar com Tosto sobre a expansão de seu negócios. No entanto não foi comprovado a participação de Ricardo Tosto no Caso do Dólar na Cueca nem houve  qualquer acusação contra o advogado no Ministério Público.